# Singielka
Singielka – polska telenowela, emitowana w telewizji TVN od 5 października 2015 do 1 grudnia 2016. Dodatkowe 5 odcinków serialu zostało udostępnionych na platformie VOD Player. Serial wzorowany był na argentyńskiej telenoweli Ciega a citas.

## Fabuła
Serial opisuje historię trzydziestodwuletniej kobiety – Elki (Paulina Chruściel), która od kilku lat jest sama i wciąż nie spotkała swojej drugiej połówki. Kobieta pracuje jako dziennikarka w portalu internetowym „Co tam?” i jednocześnie czeka na swój wielki moment. Jest zadowolona z bycia singielką, ale rodzina nie daje jej spokoju i wciąż pyta, kiedy ułoży sobie życie. Kiedy siostra Elki, Natalia (Julia Kamińska), ogłasza, że wychodzi za mąż, Elka stawia sobie cel – postanawia znaleźć prawdziwą miłość i partnera do dnia ślubu siostry, a ma na to dokładnie 274 dni.

## Obsada
| Aktor                 | Rola                                      | Lata występowania |
| --------------------- | ----------------------------------------- | ----------------- |
| Paulina Chruściel     | Elżbieta Kowalik                          | 2015–2016         |
| Filip Bobek           | Mikołaj Suszyński                         | 2015–2016         |
| Mateusz Janicki       | Tomasz Górski                             | 2015–2016         |
| Julia Kamińska        | Natalia Nowacka                           | 2015–2016         |
| Dorota Pomykała       | Sława Nowacka                             | 2015–2016         |
| Zofia Charewicz       | Genowefa Jóźwiak                          | 2015–2016         |
| Karolina Gorczyca     | Sylwia Flis                               | 2015–2016         |
| Izabela Kuna          | Dorota Łapacka                            | 2015–2016         |
| Sebastian Stankiewicz | Patryk Grabski                            | 2015–2016         |
| Laura Breszka         | Malena Pisarek                            | 2015–2016         |
| Dominika Gwit         | Małgorzata Lange                          | 2015–2016         |
| Krzysztof Czeczot     | Krzysztof Kempa                           | 2015–2016         |
| Michał Sitarski       | Andrzej Mazur                             | 2015–2016         |
| Anna Oberc            | Monika Wilczewska                         | 2015–2016         |
| Tomasz Sapryk         | Stanisław Kowalik                         | 2015–2016         |
| Daniel Guzdek         | Bartek „Bajtek” Śmigielski                | 2015–2016         |
| Jan Monczka           | Olgierd Nowacki                           | 2015–2016         |
| Kamil Kula            | Robert Sułkowski                          | 2015–2016         |
| Aldona Jankowska      | Krystyna Kula                             | 2015–2016         |
| Mikołaj Roznerski     | mechanik Arek                             | 2015–2016         |
| Tomasz Sobczak        | coach Jacek Wardocha                      | 2015–2016         |
| Paweł Ciołkosz        | Konrad Wilczyński                         | 2015–2016         |
| Jędrzej Wielecki      | stażysta Artur Kostecki                   | 2015–2016         |
| Kamil Przystał        | Fabian „Czacha”                           | 2015–2016         |
| Kinga Ciesielska      | bufetowa Irena                            | 2015–2016         |
| Michał Lewandowski    | Wojtek Dąbrowski                          | 2016              |
| Karolina Nolbrzak     | Nadia Langner                             | 2016              |
| Michał Meyer          | Paweł Szymański                           | 2016              |
| Ryan Pasko            | Ben, właściciel „Antypodów”               | 2016              |
| Wojciech Duryasz      | jasnowidz Gustaw Orzeński                 | 2016              |
| Magdalena Koleśnik    | Iza Szafrańska                            | 2016              |
| Marcin Perchuć        | Marcin Ambroziewicz                       | 2016              |
| Nikodem Rozbicki      | Igor Górski                               | 2016              |
| Michał Czernecki      | Max Wojnowski                             | 2016              |
| Dominika Figurska     | Olga Wieczorek, asystentka Olgierda       | 2016              |
| Bartosz Gelner        | Krystian „Kris”, sąsiad Natalii i Roberta | 2016              |
| Olga Kalicka          | Sandra Kempa, córka Krzysztofa            | 2016              |
| Magdalena Łaska       | Asia                                      | 2016              |

| Bohaterowie serialu Singielka |
| --- |
| Elżbieta Kowalik (Paulina Chruściel) – główna bohaterka serialu, 32-letnia dziennikarka pracująca w internetowym portalu „Co tam?” i autorka poczytnych felietonów oraz tytułowa singielka. W ciągu ostatnich lat rzadko chodziła na randki, dorobiła się lekkiej nadwagi, a w jej garderobie znajdują się tylko ciemne i praktyczne ubrania. Kobieta stawia sobie cel: postanawia znaleźć sobie miłość i partnera do ślubu młodszej siostry, czyli w 274 dni. Po odejściu z „Co tam?” zakłada swój własny portal - „Co więcej?”. Po fuzji zostaje naczelną obu portali. Pod koniec serialu, po wielu wzlotach i upadkach wiąże się z Tomaszem. Mikołaj Suszyński (Filip Bobek) – dziennikarz portalu „Co tam?” oraz redakcyjny amant. Jest przystojny, pełen klasy i ogłady oraz bardzo zdolny. Podczas trwania serialu związał się z Elką, Maleną i Sylwią. Był redaktorem naczelnym „Co tam?”. Tomasz Górski (Mateusz Janicki) – redakcyjny fotoreporter. Na początku chłopak Sylwii, później narzeczony Elki. Ma młodszego brata Igora. Pochodzi ze Szczecina. Pełnił funkcję naczelnego w „Co tam?”. Konrad Wilczyński (Paweł Ciołkosz) – przyjaciel Elki. Jest rozwodnikiem, ma syna Filipa. Redaktor, uwielbia reportaże wcieleniowe. Zatrudniony przez Dorotę do pisania felietonów jako „Samotny Wilk”. Zabiegał się o względy Elki - bezskutecznie. Sylwia Flis (Karolina Gorczyca) – była dziewczyna Tomasza. Kiedyś modelka, teraz projektantka. Po rozstaniu z Tomaszem związała się z Mikołajem. Związek ten nie przetrwał jednak próby czasu. Dorota Łapacka (Izabela Kuna) – była redaktor naczelna portalu „Co tam?”, pod koniec serialu związała się z Krzyśkiem. Andrzej Mazur (Michał Sitarski) – redakcyjny księgowy, mąż Moniki i ojciec Elci. Spodziewają się drugiego dziecka. Małgorzata Lange (Dominika Gwit) – dziennikarka, która jest odpowiedzialna za dział o zdrowym odżywianiu. Sama też dobrze się odżywia. Poucza kolegów i koleżanki w redakcji, a szczególnie Patryka. Związała się z Patrykiem. Krzysztof Kempa (Krzysztof Czeczot) – jeden z dziennikarzy portalu „Co tam?”, który jest zdecydowanym liderem grupy, w związku z czym w sytuacjach kryzysowych zawsze staje na pierwszej linii frontu. Dwukrotnie był naczelnym „Co tam?”. Ma córkę, którą nie widział od kilkunastu lat. Związał się z Dorotą, jednak nie szczędzi od romansów na boku. Malena Pisarek (Laura Breszka) – dziennikarka, która jest odpowiedzialna za dział mody. Sprawia wrażenie egzaltowanej panny z bogatego domu. Nienawidziła Elki i często podkładała jej nogę - uwiodła Mikołaja, który był w związku z Elką, chciała zniszczyć jej nowo otwarty portal i napisała obraźliwy artykuł dotyczący „Singielki”. W bonusowych odcinkach jej postać przechodzi metamorfozę i zakochuje się w Bartku - ze wzajemnością. Patryk Grabski (Sebastian Stankiewicz) – dziennikarz działu sportowego. Najlepszy przyjaciel Krzyśka. Związał się z Gośką. Monika Wilczewska (Anna Oberc) – redakcyjna sekretarka, żona Andrzeja i matka Elci. Spodziewają się drugiego dziecka. Jest najlepszą przyjaciółką Elki. To między innymi dzięki niej Elka otworzyła swój własny portal. Sława Nowacka (Dorota Pomykała) – mama Elki i Natalii, która głośno mówi to, co myśli zwłaszcza o miłosnych niepowodzeniach Elki. Jest elegancka i zadbana, nie pracuje, ale ma zmysł biznesowy i organizacyjny, który wykorzystuje głównie, urządzając życie swoim córkom. Stanisław Kowalik (Tomasz Sapryk) – ojciec Elki. Pracuje jako ochroniarz osiedla, na którym mieszka jego była żona z mężem i córką Natalią. Natalia Nowacka (Julia Kamińska) – młodsza siostra i najlepsza przyjaciółka Elki. W wieku 22 lat ma ustawione i zaplanowane życie. Studiowała farmację, jednak rzuciła studia dla swojej nowej pasji - fotografii. Pracuje w portalach „Co tam?” i „Co więcej?” oraz w restauracji „Antypody”. Była narzeczoną Roberta, jednak rzuciła go po zdradzie z Izą. Olgierd Nowacki (Jan Monczka) – drugi mąż Sławy, ojciec Natalii oraz wykształcony stomatolog o nienagannych manierach. Pochodzi z szanowanej lekarskiej rodziny. Miał romans z Olgą - swoją asystentką. Okazało się też, że ma nieślubnego syna. Robert Sułkowski (Kamil Kula) – były narzeczony Natalii. Zdradził ją z Izą - najlepszą przyjaciółką Natalii. Genowefa Jóźwiak (Zofia Charewicz) – babcia Elki i Natalii. Mieszka ze Sławą i Olgierdem. Jest uroczą feministką i osobą bardzo otwartą oraz pełną energii. Ma cięty język i nowoczesne poglądy. Bartek „Bajtek” Śmigielski (Daniel Guzdek) – informatyk pracujący w portalu „Co tam?”. Jacek Wardocha (Tomasz Sobczak) – coach. Igor Górski (Nikodem Rozbicki) - brat Tomasza. Przyjechał ze Szczecina do Warszawy na studia, które na początku olewał. Związał się z Sandrą - córką Krzyśka. Sandra Kempa (Olga Kalicka) - córka Krzyśka, którego nie widziała kilkanaście lat. Po odejściu Moniki z „Co tam?” pełniła funkcję recepcjonistki. Jest związana z Igorem. |

## Spis serii
| Seria                  | Seria                  | Sezon                  | Odcinki                | Premiera serii      | Finał serii                 | Pora emisji                | Średnia oglądalność        |
| ---------------------- | ---------------------- | ---------------------- | ---------------------- | ------------------- | --------------------------- | -------------------------- | -------------------------- |
|                        | 1.                     | 2015/2016              | 1–140 (140)            | 5 października 2015 | 27 listopada 2015           | poniedziałek–piątek 17.25  | 869 976                    |
| 30 listopada 2015      | 1.                     | 2015/2016              | 1–140 (140)            | 26 maja 2016        | poniedziałek–czwartek 20.55 |                            | 869 976                    |
|                        | 2.                     | jesień 2016            | 141–193 (52)           | 1 września 2016     | poniedziałek–czwartek 20.55 | 1 grudnia 2016             | 800 398                    |
| 5 odcinków specjalnych | 5 odcinków specjalnych | 5 odcinków specjalnych | 5 odcinków specjalnych | 1 grudnia 2016      | 1 grudnia 2016              | dostępne tylko w Player.pl | dostępne tylko w Player.pl |